# Кессуа
Кессуа́ (фр. Quessoy, брет. Kesoue) — коммуна во Франции, находится в регионе Бретань. Департамент — Кот-д’Армор. Входит в состав кантона Плентель. Округ коммуны — Сен-Бриё.
Население (2019) — 3 856 человек.

## География
Коммуна расположена приблизительно в 380 км к западу от Парижа, в 80 км северо-западнее Ренна, в 13 км к юго-востоку от Сен-Бриё, в 8 км от национальной автомагистрали N12.

## Достопримечательности
- Замок Фонтен-Сен-Пер (XVIII век). Исторический памятник с 2002 года[2]
- Замок Богар (XVI век). Исторический памятник с 1990 года[3]
- Замок Уссей (XVIII век). Исторический памятник с 1982 года[4]
- Усадьба Ла-Рошрус (XVI век). Исторический памятник с 2002 года[5]
- Дольмен Шан-Гроссе (эпоха неолита). Исторический памятник с 1896 года[6]
- Церковь Святого Петра (1837—1840)

## Экономика
Структура занятости населения:
- сельское хозяйство — 8,2 %
- промышленность — 16,0 %
- строительство — 2244 %
- торговля, транспорт и сфера услуг — 28,6 %
- государственные и муниципальные службы — 22,8 %

Уровень безработицы (2018) — 8,5 % (Франция в целом —  13,4 %, департамент Кот-д’Армор — 11,5 %). 

Среднегодовой доход на 1 человека, евро (2018) — 21 570 (Франция в целом — 21 730, департамент Кот-д’Армор — 21 230).
В 2007 году среди 2228 человек в трудоспособном возрасте (15—64 лет) 1617 были экономически активными, 611 — неактивными (показатель активности — 72,6 %, в 1999 году было 71,3 %). Из 1617 активных работали 1536 человек (833 мужчины и 703 женщины), безработных было 81 (36 мужчин и 45 женщин). Среди 611 неактивных 243 человека были учениками или студентами, 248 — пенсионерами, 120 были неактивными по другим причинам.

## Демография
Динамика численности населения, чел.

## Администрация
Пост мэра Кессуа с 2014 года занимает Жан-Люк Гуйет (Jean-Luc Gouyette), с 2014 года занимавший пост мэра Плуагата. На муниципальных выборах 2020 года возглавляемый им левый список победил в 1-м туре, получив 53,35 % голосов.
| Период | Период | Фамилия        | Партия       | Примечания             |
| ------ | ------ | -------------- | ------------ | ---------------------- |
| 1971   | 2001   | Жан Лаббе      |              | строительный подрядчик |
| 2001   | 2014   | Констан Рамель | Разные левые | фермер                 |
| 2014   |        | Жан-Люк Гуйет  | Разные левые | фермер                 |

## Фотогалерея

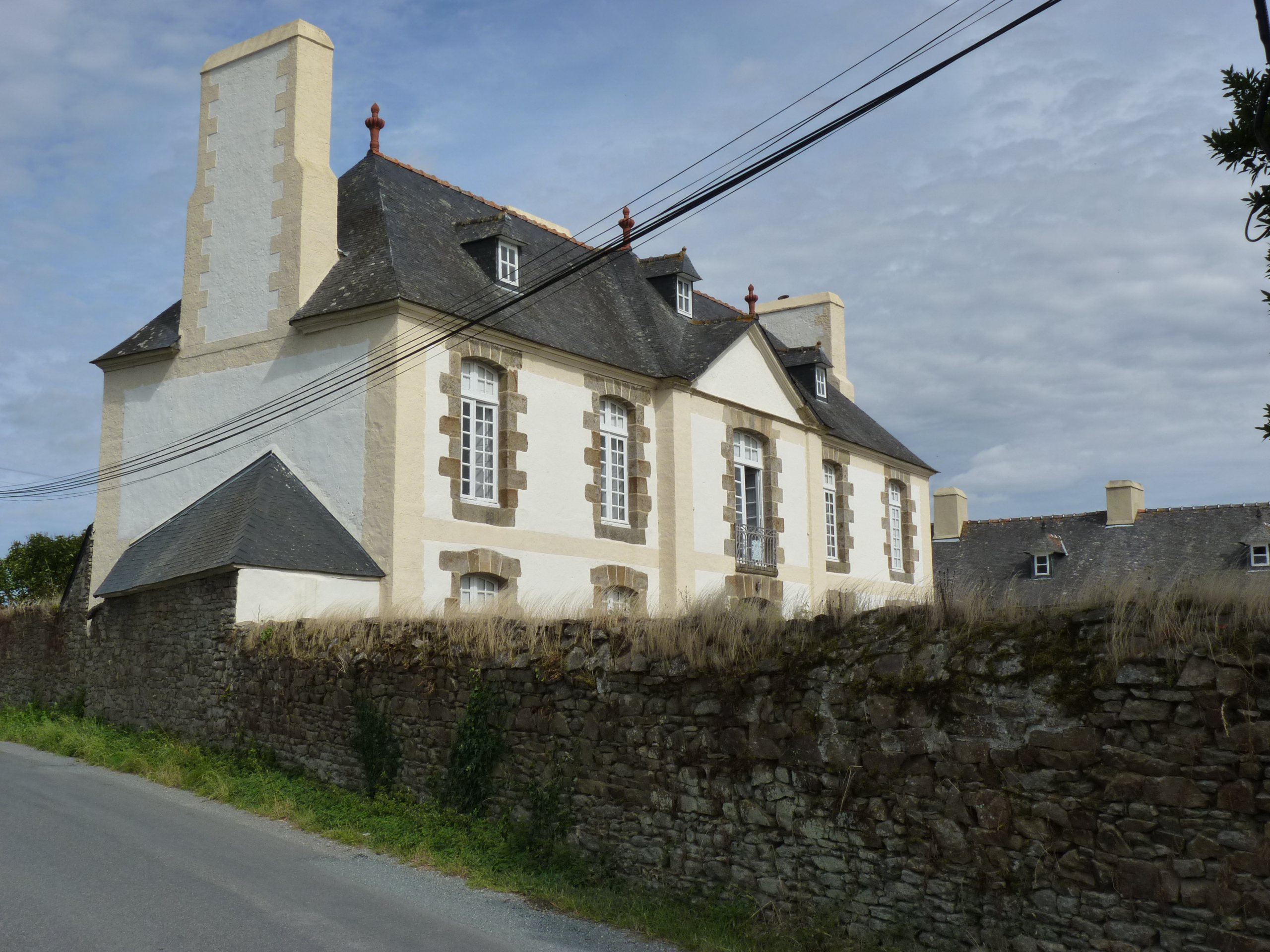
Замок Фонтен-Сен-Пер
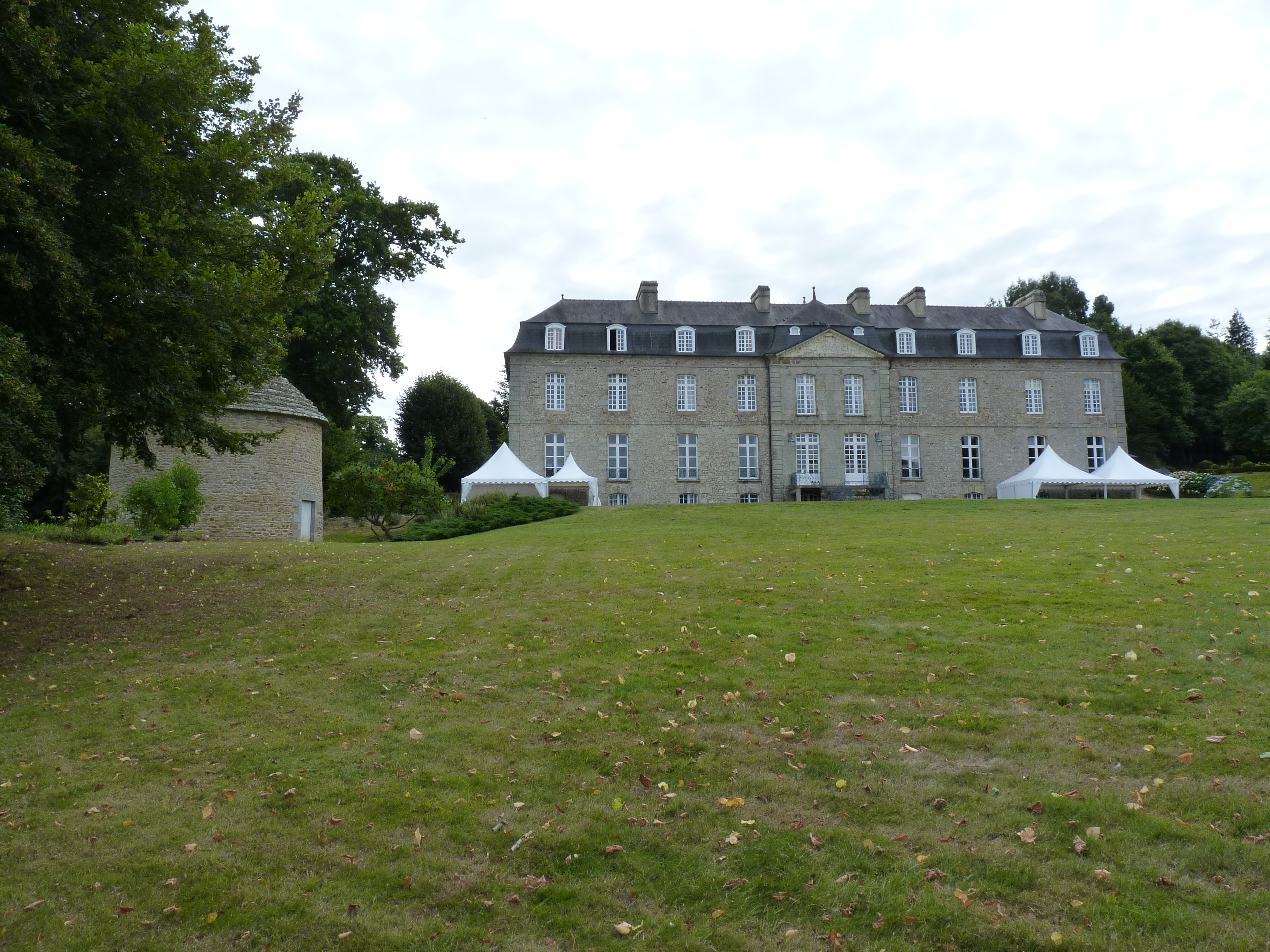
Замок Уссей
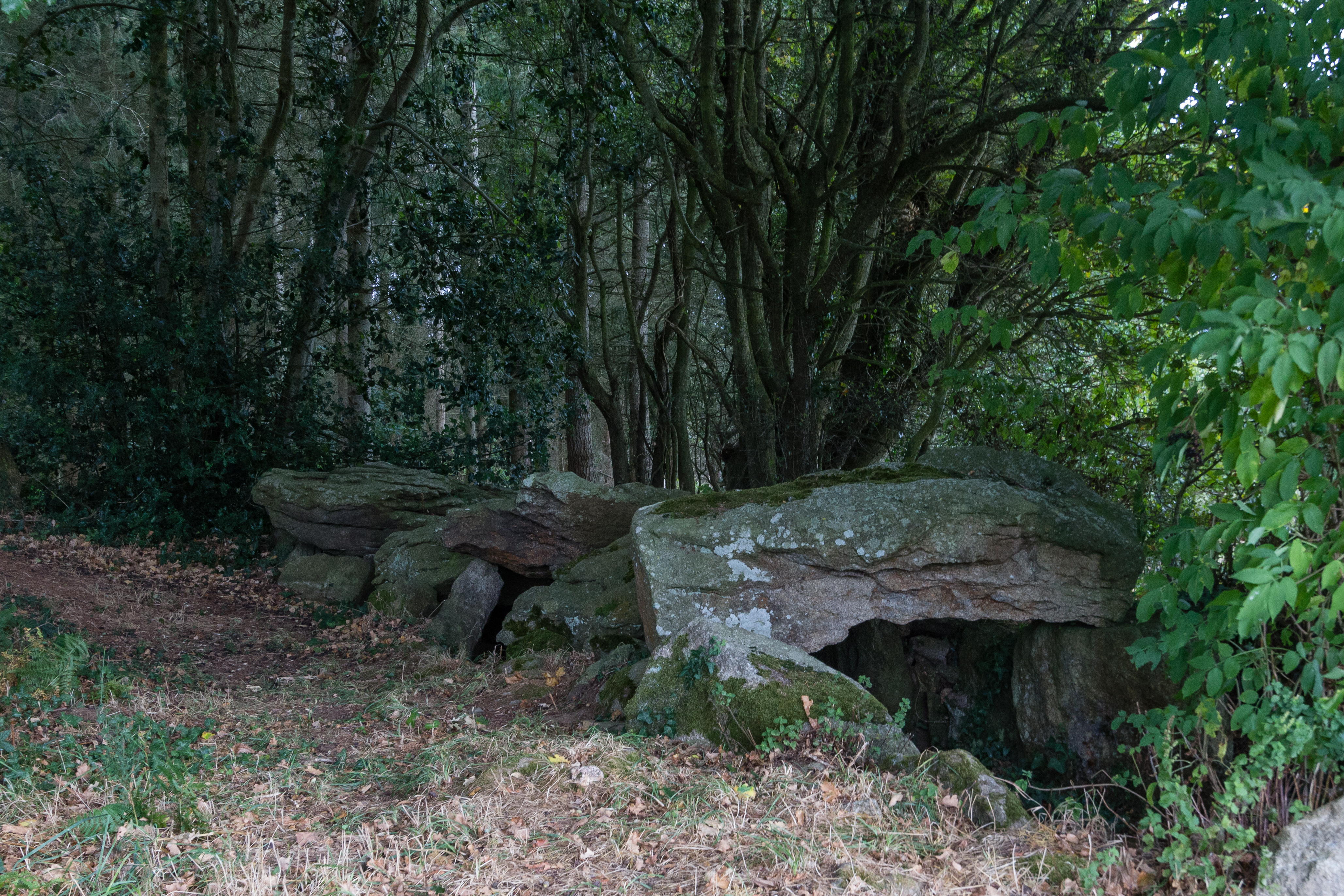
Дольмен Шан-Гроссе